# Vesía
Vesía es una aldea española situada en la parroquia de La Baña, del municipio de La Baña, en la provincia de La Coruña, Galicia.

## Localización
Vesía está situado en el medio del municipio. 

## Geografía
Vesía está situada a una altitud de 317,6 metros encima del nivel del mar y su terreno tiene una inclinación de 20,89%.

## Demografía
| Gráfica de evolución demográfica de Vesía entre 2000 y 2018 |
|                                                             |
| Datos según el nomenclátor publicado por el INE.            |